# Paronychia polygonifolia var. velucensis
Paronychia polygonifolia subsp. velucensis é uma variedade de planta com flor pertencente à família Caryophyllaceae. 
A autoridade científica da variedade é Boiss., tendo sido publicada em Fl. Orient. 1: 746 (1867).

## Portugal
Trata-se de uma variedade presente no território português, nomeadamente em Portugal Continental.
Em termos de naturalidade é nativa da região atrás indicada.

## Protecção
Não se encontra protegida por legislação portuguesa ou da Comunidade Europeia.